# Обелиск в честь Минина и Пожарского
Обели́ск в честь Ми́нина и Пожа́рского — монумент, увековечивающий память Кузьмы Минина и Дмитрия Пожарского в Нижнем Новгороде. Установлен в 1828 году в Нижегородском Кремле вместо первоначально планировавшегося памятника. Спроектирован архитектором А. И. Мельниковым, барельефы созданы по эскизам И. П. Мартоса.

## История

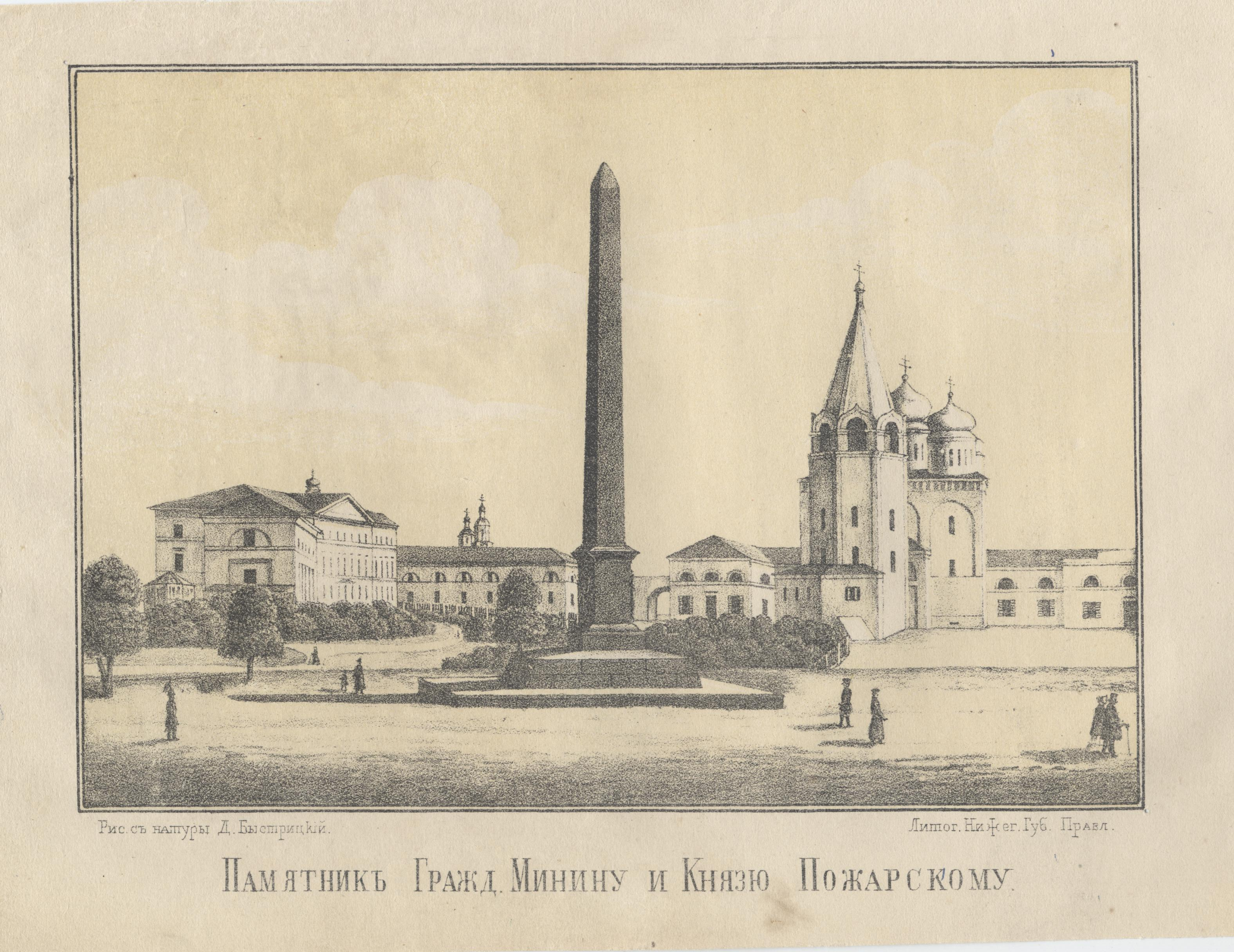
Обелиск в честь Кузьмы Минина и князя Дмитрия Михайловича Пожарского. 1850-е годы

В 1794 году для сбора сведений о Козьме Минине в Нижний Новгород прибыл историк Н. Ильинский. Не найдя над могилой героя «ни памятника, ни надписи», он предложил поставить монумент. С 1804 года над скульптурной композицией стал работать И. П. Мартос. По завершении эскизов весной 1809 года в Нижегородской губернии был объявлен сбор средств. К 1811 поступило 18 000 рублей, но 15 февраля того же года Комитет министров принял решение поставить памятник в Москве.
20 февраля 1818 года монумент был установлен в центре Красной площади, а год спустя Академия художеств объявила конкурс на проект обелиска с барельефами для Нижнего Новгорода. Победил проект А. И. Мельникова и И. П. Мартоса. А. А. Бетанкур предложил установить его в центре кремлёвского плац-парада, но в 1825 году было решено возвести обелиск на одной оси с военным Успенским собором. 15 августа 1828 года после военного парада Нижегородского гарнизона обелиск был открыт. На стороне с позолоченным барельефом Козьмы Минина на табличке надпись «ГРАЖДАНИНУ МИНИНУ БЛАГОДАРНОЕ ПОТОМСТВО 1826 ГОДА».

## Технология
Обелиск составлен из 15 гранитных «штук», вырубленных в карельских карьерах, а барельефы по эскизам Мартоса отливались в мастерской Академии художеств. В 1827 году гранит доставили в Нижний Новгород, но при перегрузках откололи верх обелиска. Для доделки и установки его на место в 1828 году в Нижний Новгород прибыли Мартос и Мельников с гранильщиками. Ствол обелиска был сокращён на 2 метра. Отколовшуюся часть посадили на металлический штырь и заполировали швы.